# ارواح سرگردان
ارواح سرگردان (انگلیسی: Wandering Souls) یک فیلم صامت درام به کارگردانی کارل فرولیش محصول سال ۱۹۲۱ است که بر اساس رمان ابله فئودور داستایفسکی ساخته شد.

## بازیگران
- آستا نیلسن
- آلفرد ابل
- والتر یانسن
- لیدا سالمونووا
- لیدیا پوتچینا
- فریدا ریشارد
- الزا واگنر